# 武丁
武丁（？—前1192年），子姓，根据《今本竹书纪年》名昭，多本史書都記載他被周朝譽為高宗，是商朝第23位国君，共在位59年（约前1250年—前1192年在位）。他是商王敛（小乙）之子，商王旬（盘庚）、商王颂（小辛）的侄子。

## 在位年數
現今流傳文獻記載的武丁在位年數有3種說法：
- 在位五十五年，《史記·魯世家》引據〈毋逸〉云。
- 在位五十九年，《尚書·無逸篇》，《今本竹書紀年》、《帝王世紀》、《皇極經世》、《資治通鑑外紀》、《資治通鑑前編》、《通志》、《文獻通考》均同《尚書》。
- 在位百年，漢《熹平石經》、《論衡·氣壽篇》。

## 生平

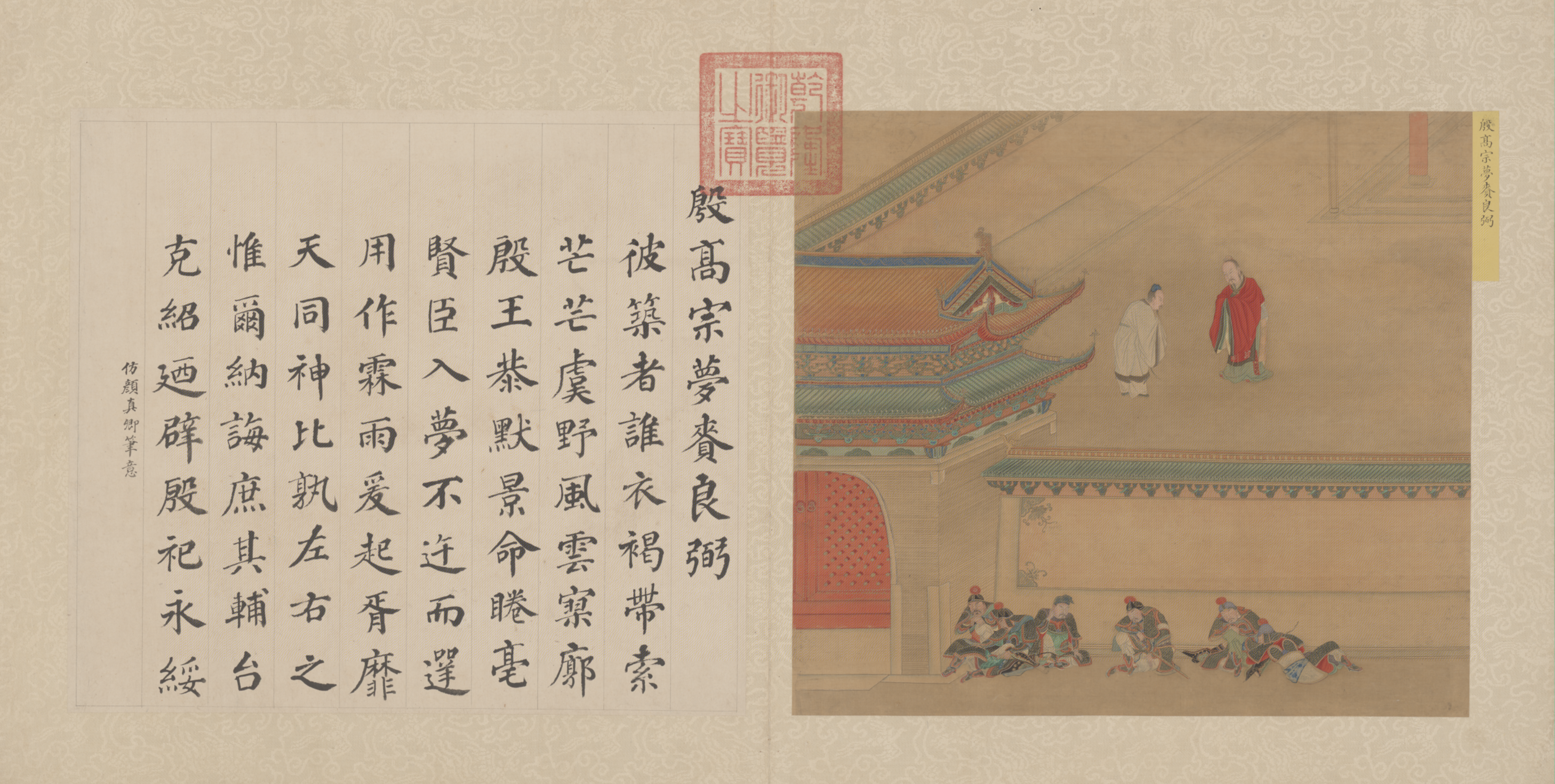
清代女画家陳書绘制的武丁梦赉良弼图（北京故宫博物院藏）

小乙时期，殷商国运已经衰微。武丁即位后，他跟随老臣师般（甘盘）学习排布兵阵，他还亲自提拔了侯雀（可能是傅说）、望乘、沚瞂、藉臣、戉、禽匕（小臣毕）、西吏旨、仓侯虎、侯告等一大批臣子，又让妇妌帮助发展生产力，妇好、妇癸等女将统帅军队，使得商朝政治清明。
大彭国、豕韦国曾经是商汤时的方伯，它们逐渐发展壮大，便不向商王朝进贡，武丁于是起兵南征，一举攻灭了这两个国家。荆楚地区挑起叛乱，武丁亲自率军深入其境，荡平了叛乱以后，又认真地安抚、教导当地人民。
武丁除了鎮壓叛乱，还擴大了商朝的疆土。武丁先后讨伐了土方、贡方、基方、苟方、人方、鬼方等游牧民族，总共征服了81个敌国和叛乱不朝的方国。武丁又派小臣毕率领众多罪犯到这些新的领土上开垦荒地，大大发展了商朝的经济。衰落的商朝重新振兴，史称“武丁中兴”或“武丁盛世”。
甲骨文中有70%都写成于武丁时期，殷墟中超过四分之三的人牲都集中在武丁时期，这时开始出现铜、锡、铅三元合金，琢玉工艺也得到很大发展。

## 宗教改革

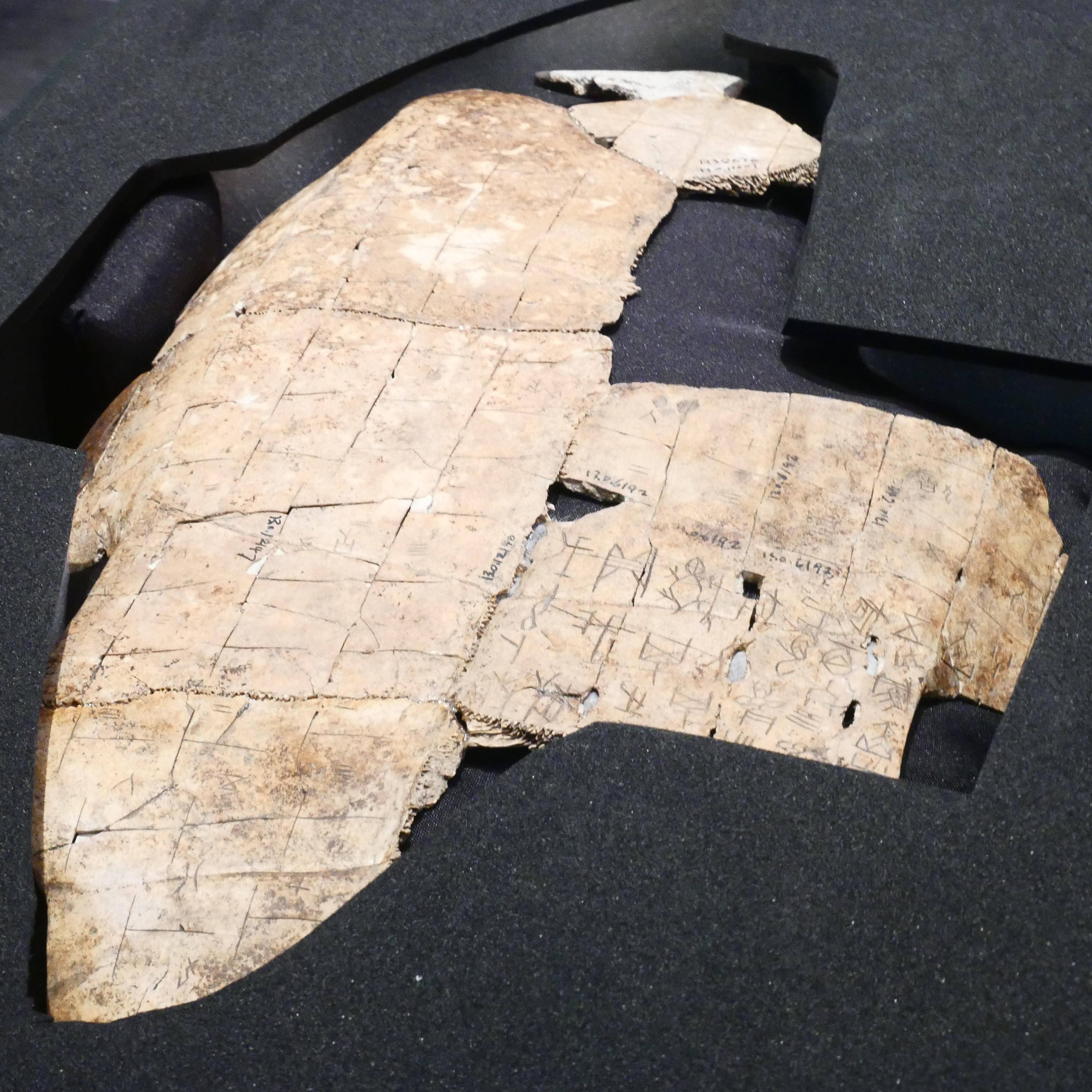
武丁時代帶卜辭龜腹甲（乙507與丙284），商王在某地擒獲1頭虎、40頭鹿、164頭狐、159頭麑

### 高宗肜日
武丁祭祀商汤的一天，有一只野鸡在鼎耳上鸣叫，武丁认为这是不祥之兆而惊恐。長子祖己認為：“要先宽解君王的心，然后纠正他祭祀的事。”于是向武丁上奏：“上天监视下民，赞美他们合宜行事。上天赐给人的年寿有长有短，并不是上天使人夭折，而是有些人自己断绝自己的性命。有些人有不好的品德，有不顺从天意的罪过。上天已经发出命令纠正他们不好的品德，您说：‘要怎么样呢？’啊！先王继承帝位被百姓敬重，无非都是老天的后代，在祭祀的时候，近亲中的祭品不要过于丰厚啦！”武丁听了以后，便改革了祭祀制度，减少了祭祀的供品数量，避免了奢侈。

### 先王尊帝
從武丁開始，殷商的先王亦可被尊稱為帝，而此前的帝只用於稱呼上帝；甲骨卜辭顯示武丁時期天帝及巫師的神權開始被王權削弱；這一宗教改革思想在武乙時期達到頂峰。

## 评价
殷人将其尊为高宗（存疑），后世的人又称他是“殷之大仁”。在中国的传统文献《尚书》、《逸周书》、《诗经》、《史记》(武丁修政行德，天下咸歡，殷道復興)、《国语》、《吕氏春秋》等书中，无一不对他有很高的评价，认为他是一个虚怀若谷、宽厚仁慈、为民服务的优秀政治家。武丁是先秦时期、秦始皇之前最有作为的君主。但是，武丁也杀过大量战俘，殷墟中70%以上的人牲都发生在武丁时期。

## 家庭

### 妻
- 妇好（妣辛，中国史上最早有文字記載的女元帅将领，也是一方诸侯，是武丁的愛妻與左右手，与武丁感情良好，祖己母亲。）
- 妇妌（妣戊，祖甲母亲，后母戊鼎祭祀的对象。）
- 妇嬕（妣癸，祖庚母亲），甲骨文作“武丁配妣癸”[a]
- 甲骨文记载还有妇嫀、妇周、妇楚、妇蛭、妇杞、妇妊、妇鼠、妇庞、妇妥等61位，称为“诸妇”，總共64位。

### 子
- 孝己（即祖己）
- 祖庚
- 祖甲
- 權氏（封於權，一作裔孫封於權）[b]
- 子攸（攸国之國君）

### 女
- 子妥
- 子媚

## 相关文艺作品

### 电子游戏
- 《軒轅劍外傳 穹之扉》：在該遊戲中為第二男主角，又名鳳煜。

### 小說
- 《巫王志》：名王昭
- 《妇好傳》